# French Dressing (1927)
French Dressing is een Amerikaanse filmkomedie uit 1927 onder regie van Allan Dwan. In Nederland werd de film destijds uitgebracht onder de titel Wufte vrouwtjes.

## Verhaal
Phillip en Cynthia Grey zijn een pasgetrouwd stel uit Boston. Wanneer Cynthia haar man samen ziet met haar vriendin Peggy Nash, trekt ze overhaaste conclusies. Ze wil scheiden en vertrekt terstond naar Parijs. Peggy en Phillip reizen Cynthia achterna om haar om te praten.

## Rolverdeling
| Acteur         | Personage      |
| -------------- | -------------- |
| H.B. Warner    | Phillip Grey   |
| Clive Brook    | Henri de Briac |
| Lois Wilson    | Cynthia Grey   |
| Lilyan Tashman | Peggy Nash     |